# Kalabubu

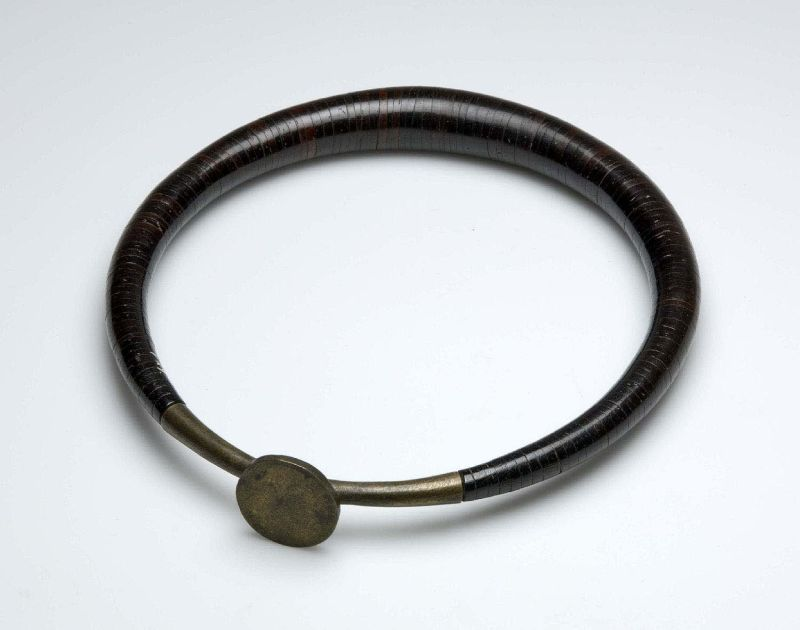
Un Kalabubu del sur de Nias.

El Kalabubu, a veces nombrado Kala bubu, es un torque (collar circular rígido) usado por los guerreros de la gente del sur de Nías en la región del Norte de Sumatra, Indonesia. Este tipo de torques simbolizan triunfo de guerra y heroísmo. Se creía que llevar un kalabubu protegía al portador del daño. Los kalabubu son popularmente conocido como el "collar caza-cabezas"; históricamente sólo quienes hayan decapitado al líder de las tribus enemigas se le permitía usar este accesorio. 

## Forma y construcción

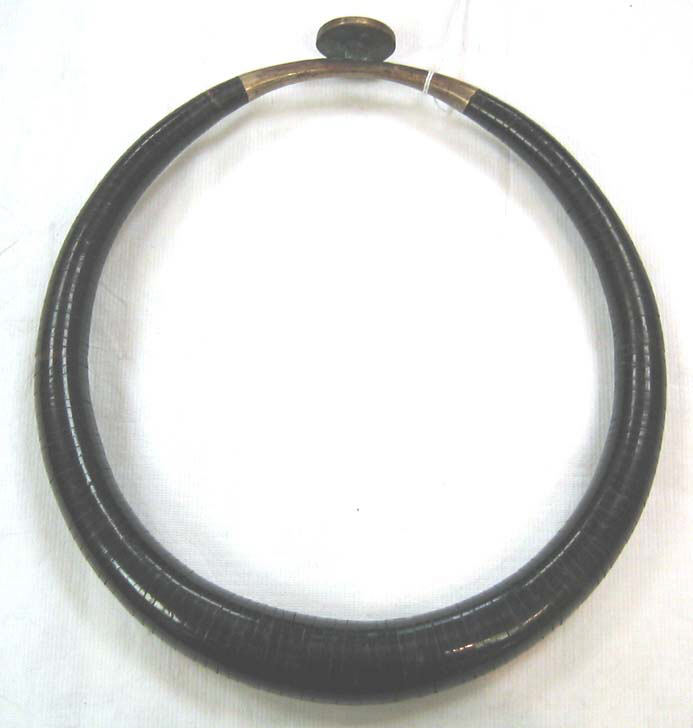
El kalabubu está constituido de láminas de cáscara de coco y alambre de latón.

Los Kalabubu poseen una forma circular con un diámetro desde los 22 hasta los 25 centímetros. El grosor del kalabubu varía, siendo la parte central la más gruesa y luego gradualmente adelgazándose hacia ambos fines. Las puntas de los fines están conectadas para formar un disco hecho usualmente de latón, y en raras ocasiones oro. El marco interno del collar está hecho de un alambre de hierro o latón que es atado al final. Este marco representa la gran serpiente dorada de la mitología de la isla. 
Este accesorio se confecciona con cortes de cáscara de coco (a veces del caparazón de una tortuga) ajustado alrededor de una base de latón. Los cortes son progresivamente más grandes conforme se dirige hacia el frente del collar. Estas laminas son presionadas juntas y luego lijadas y pulidas hasta que tengan una superficie suave. Finalmente, el kalabubu es teñido de negro.

## Símbolo

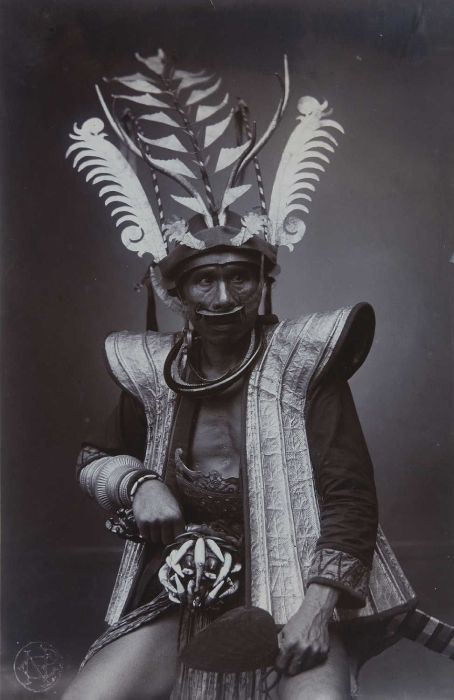
Un guerrero de Nías con un kalabubu alrededor de su cuello

El kalabubu está asociado con la guerra tribal y la práctica de la decapitación(mangai binu). Este torque simboliza la masculinidad, el triunfo en batalla y el heroísmo. Históricamente, solo los hombres que demuestren ferocidad en batallas y que hayan decapitado al líder del enemigo eran permitidos usar el kalabubu. El portador de este artefacto es normalmente visto como el héroe guerrero de su pueblo. El Kalabubu es también usado durante los bailes de guerra ceremoniales. Hoy en día, la mayoría de los hombres de Nias los hombres portan un kalabubu.

## Variaciones del kalabubu
En el norte de Nías, un collar conocido como el nifitali-tali es la variación de metales preciosos del kalabubu. El nifitali-tali era exclusivamente lucido por hombres de alto rango en ocasiones festivas p. ej. el festín de Osawa. A diferencia de los ejemplos del sur, el nifitali-tali es siempre acabado con un metal precioso como plata u oro.

## Trabajos citados
- Marschall, Wolfgang (2013). «Zwei emblematische Paneele in einem Haus in Süd Nias (Indonesien)» [Two emblematic panels in a house in South Nias (Indonesia)]. Archiv 61-62 - Archive Weltmuseum Wien (en alemán) (Wien). ISBN 9783643998378. ISSN 0066-6513. Consultado el 5 de noviembre de 2017.
- Muhammad Husni; Tiarma Rita Siregar (2000). Perhiasan Tradisional Indonesia [Traditional Ornaments of Indonesia]. Direktorat Jenderal Kebudayaan.
- Richter, Anne; Carpenter, Bruce W. (2012). Gold Jewellery of the Indonesian Archipelago. Editions Didier Millet. ISBN 9789814260381.

- Datos: Q42746801
- Multimedia: Kalabubu / Q42746801